# Daunorubicina
La daunorubicina o daunomicina (daunomycin cerubidine) és un producte de la quimioteràpia de la família de l'antraciclina que s'administra en el tractament d'alguns tipus de càncer. Inicialment es va aïllar del Streptomyces peucetius.
Una formulació amb liposomes de daunorubicina es comercialitza als Estats Units sota el nom de DaunoXome.

## Història
A la dècada de 1950 una companyia italiana, Farmitalia Research Laboratories, començà a aïllar compostos anticàncer de microbis del sòl. De la zona d'Apúlia es va trobar una soca de Streptomyces peucetius i es va aconseguir un antibiòtic efectiu contra tumors Murinae. Com que un equip francès va aconseguir resultats similars al mateix temps es va combinar els noms de Dauni, que era una tribu prerromana italiana amb el francès ruby, rubís, pel nom del color del tint del microbi. Tanmateix anys després es va descobrir que la daunorubicina també era un tòxic pel cor fatal.

## Usos
Alenteix o atura el creixement de les cèl·lules canceroses al cos. El tractament normalment es combina amb altres drogues quimioteràpiques.
La daunorubicina també s'usa per material de partida per a fabricar la doxorubicina, epirubicina i idarubicina.